# 神託
神託（しんたく、英語: Oracle）とは、神の意を伺う事。また、その時伝えられた言葉。
道具により神の意を推し測る占いに近いものと、トランス状態になったシャーマンの口から伝えられるものとに分けられるが、何かを媒介にする点では同じである。

## 卜占
古代中国で行われた亀甲占いが代表的なものである。亀の甲羅や鹿の骨(太占)などを焼いて亀裂の出来具合で占った。「超自然的現象の顕れ」＝「神の意」が抜け落ちて現代の占いに繋がったと考えられる。日本神話の誓約（うけい）もこの形である。
増川宏に因れば、トランプのカードやサイコロ等、賭博の道具ほぼ全てが、本来、卜占の道具であったという。また、旧約聖書のサムエル記において、預言者サウルが、「ウリム」「トンミム」と呼ばれる物を用いて占う記述がある。

## 託宣
神懸かりになったシャーマンの口から発せられる言葉。この時一時的にシャーマンの意識は失われ、神が代わりに降りて人格を支配するとされる。ときには神でなく悪霊や動物霊の類が降りることもあるという。古代日本の卑弥呼や宇佐八幡宮、旧約聖書の「イザヤ書」が有名。